# Jebtsundamba Khutuktu

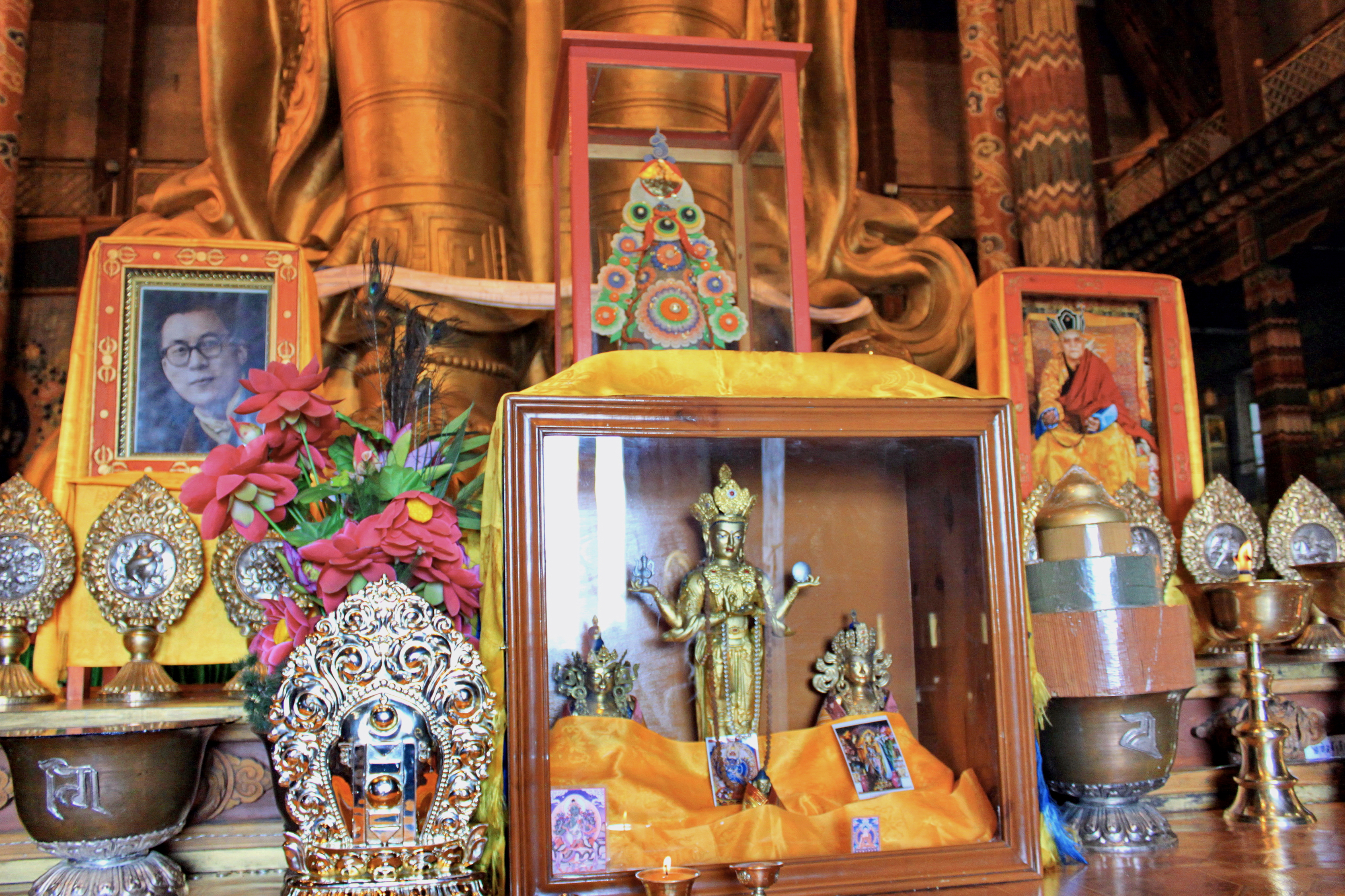
Altar da Jebtsundamba Khutughtu

Khutuktu Jebtsundamba (Mongol: Жавзандамба хутагт, Javzandamba Khutagt; tibetano: རྗེ་བཙུན་དམ་པ་ Jetsun Dampa; "Santo e Venerável Senhor") é o líder espiritual do povo mongol e máximo hieraquia do budismo lamaísta mongol, sendo o máximo lama na Mongólia. Pertence a tradição Gelug do budismo tibetano.

## História
Zanabazar (1635-1723), foi reconhecido em 1640 pelo Dalai Lama e o Panchen Lama como a reencarnação de erudito budista Taranatha, que pregava o budismo entre os mongóis. Zanabazar assim se tornou o líder espiritual dos mongóis Khalkha, a etnia predominante na Mongólia. O sucessor Zanabazar também veio da elite aristocrática da Mongólia, descendentes diretos de Genghis Khan. Após a queda do Império Mongol (que era a religião oficial do budismo tibetano) e a anexação da Mongólia para o Império Chinês, os imperadores chineses tentaram fazer as encarnações do Jebtsundamba Khutuktu foram exclusivamente tibetanas. No entanto, após a declaração de independência da Mongólia em 1911, o oitavo Jebtsundamba Khutuktu, Bogd Khan (1869-1924) foi eleito Imperador da Mongólia, sendo assim o líder espiritual e político semelhante ao Dalai Lama no Tibete. A Revolução Mongol (ou Mongolês) que estabeleceu um governo comunista da República Popular da Mongólia, permitiu Bogd Khan manter um trono simbólico, mas após sua morte, o governo declarou que não havia reencarnações do Jebtsundamba Khutuktu, embora lamas mongóis reconheceu a nova encarnação de quase imediatamente e informado o Dalai Lama em Lhasa ao respeito, desaparece a partir do registro histórico. 
O actual Khutuktu Jebtsundamba nasceu como Jampal Nampol Chökyi Gyaltsen em Lhasa, no Tibete, filho de um guarda-costas pessoal de Dalai Lama. Uma vez que a Mongólia estava sob regime comunista, sua identidade foi mantida em segredo. Como ele viveu uma vida normal, casando-se duas vezes e tendo vários filhos. Até a queda do comunismo na União Soviética e a Mongólia que o Dalai Lama divulgou a identidade do atual Khutuktu Jebtsundamba, numa cerimônia onde ele foi coroado no cargo foi realizada na capital de Mongólia, Ulan Bator, em 1990.